# Partie polityczne w Afganistanie
W 2007 roku w Afganistanie działały 84 partie polityczne, z czego 30 było lewicowych. W 2019 roku zarejestrowanych partii było 74.
Po powrocie Talibów do władzy w 2021 roku większość afgańskich partii została w kraju zdelegalizowana, część z nich działa poza granicami kraju.

## Główne partie[3]
| Partia                                                   | Ideologia |
| -------------------------------------------------------- | --- |
| Afgańska Partia Rozwoju                                  | islamizm |
| Narodowa Zjednoczona Partia Afganistanu                  | socjalizm, sekularyzm, równość płci, progresywizm, lewicowy nacjonalizm, feminizm, pacyfizm                                                       |
| Narodowa Partia Konsensusu Oświecenia Afganistanu        | socjalizm, sekularyzm, równość płci |
| Afgańska Partia Pokoju                                   | socjalizm, sekularyzm |
| Partia Islamska (frakcja Hekmatjara)                     | islamizm, islamski fundamentalizm |
| Republikańska Partia Afganistanu                         | islamizm |
| Stowarzyszenie Muzułmańskie                              | islamizm, islamska demokracja, republikanizm, komunitaryzm                                                                                        |
| Islamski Ruch Afganistanu                                | islamski fundamentalizm, szariatyzm |
| Afgańska Partia Socjaldemokratyczna                      | socjaldemokracja, pasztuński nacjonalizm, pasztunizacja                                                                                           |
| Islamska Partia Jedności Afganistanu                     | islamizm szyicki |
| Islamska Organizacja Misji Afganistanu                   | islamizm |
| Narodowy Islamski Ruch Afganistanu                       | sekularyzm |
| Narodowy Front Ocalenia Afganistanu                      | tradycjonalizm, islamizm |
| Afgańska Umiarkowana Partia                              | afgański nacjonalizm, demokracja |
| Organizacja Wyzwolenia Afganistanu                       | komunizm, marksizm-leninizm-maoizm, antyrewizjonizm                                                                                               |
| Komunistyczna Partia Afganistanu                         | komunizm, marksizm-leninizm-maoizm, antyimperializm, antyrewizjonizm                                                                              |
| Partia Solidarności Afganistanu                          | demokratyczny socjalizm, sekularyzm, reformizm, socjaldemokracja, demokratyczny socjalizm, socjalistyczny feminizm, równość płci, antyimperializm |
| Partia Islamska (frakcja Chalisa)                        | islamizm, islamski fundamentalizm, trybalizm, pasztunwali, konserwatyzm socjalny, antykomunizm                                                    |
| Ruch Narodowy                                            | islamska demokracja, islamski liberalizm, reformizm, antypakistanizm                                                                              |
| Narodowy Kongres Partii Afganistanu                      | sekularyzm, liberalizm, federalizm |
| Narodowy Islamski Front Afganistanu                      | afgański nacjonalizm, dawniej monarchizm |
| Partia Tauhidu                                           | tauhid |
| Narodowy Ruch Solidarności Afganistanu                   | monarchizm |
| Narodowa Islamska Partia Jedności Afganistanu            | islamizm szyicki, konserwatyzm religijny, afgański nacjonalizm                                                                                    |
| Narodowa Partia Solidarności Afganistanu                 | ismailizm |
| Pasztuńska Partia Socjaldemokratyczna                    | sekularyzm, socjaldemokracja, pasztuński nacjonalizm                                                                                              |
| Prawda i Sprawiedliwość                                  | multikulturalizm, reformizm, eurazjatyzm |
| Afgańska Partia Liberalna                                | sekularyzm |
| Demokratyczna Partia Watan                               | socjaldemokracja, progresywizm, reformizm |
| Hezbollah                                                | islamizm szyicki, polityka Ruhollaha Chomejniego                                                                                                  |
| Partia Aśramy                                            | aśrama |
| Organizacja Wyzwolenia Afganistanu                       | komunizm, marksizm-leninizm, maoizm, antyrewizjonizm                                                                                              |
| Partia Ojczyzny (1997)                                   | socjaldemokracja, progresywizm, reformizm |
| Ludowa Islamska Partia Jedności Afganistanu              | |
| Islamska Partia Jedności Afganistanu (frakcja Irfaniego) | |
| Partia Dobrobytu Afganistanu                             | |
| Demokratyczna Partia Afganistanu                         | |
| Partia Zgody i Zmiany Afganistanu                        | |
| Partia Jedności Narodowej Afganistanu                    | |
| Narodowy Ruch Afganistanu                                | |
| Narodowa Partia Suwerenności                             | |
| Narodowa Islamska Partia Pokoju                          | |
| Partia Insaf                                             | |
| Partia Nowego Afganistanu                                | |
| Islamistyczny Ruch Ludowy                                | |
| Progresywna Demokratyczna Partia Afganistanu             | |
| Partia Sprawiedliwości i Rozwoju                         | |
| Jedna Partia                                             | |
| Młodzieżowa Partia Solidarności Afganistanu              | |
| Narodowa Partia Przebudzenia Afganistanu                 | |
| Islamska Partia Afganistanu                              | |
| Afgańska Ludowa Islamska Partia Rewolucyjna              | |
| Islamska Partia Ruchu Rewolucyjnego Afganistanu          | |
| Partia Prawdy                                            | |
| Islamska Partia Afgańskiego Ruchu Ludowego               | |
| Afgańska Partia Narodowa                                 | |
| Partia Ruchu Narodowego Afganistanu                      | |
| Afgańska Ludowa Partia Wolności                          | |
| Partia Narodów Zjednoczonych Afganistanu                 | |
| Partia Głosu Ludu                                        | |
| Partia Ludowa Afganistanu                                | |
| Narodowa Partia Konsensusu Młodzieży                     | |
| Afgańska Partia Powstania Narodowego                     | |
| Partia Zjednoczonego Afganistanu                         | |
| Afgańska Narodowa Partia Dobrobytu                       | |
| Islamska Partia Ochrony Afganistanu                      | |
| Partia Sprawiedliwości Afganistanu                       | |
| Muzułmański Ruch Afganistanu                             | |
| Islamska Partia Ruchu Afganistanu                        | |
| Afgańska Partia Zmiany i Dobrobytu                       | |
| Afgańska Ludowa Narodowa Partia Rozwoju                  | |
| Partia Ruchu Ludowego Afganistanu                        | |
| Afgańska Narodowa Partia Współpracy                      | |
| Zjednoczona Islamska Partia Ruchu Afganistanu            | |
| Afgańska Partia Ludowa                                   | |
| Afgańska Ludowa Partia Równości                          | |
| Partia Solidarności Ludu Afganistanu                     | |
| Islamska Partia Sprawiedliwości Afganistanu              | |

## Rozwiązane partie
| Partia                                            | Ideologia                                                                                                  | Uwagi |
| ------------------------------------------------- | --- | --- |
| Ludowy Ruch Solidarności Afganistanu              | | |
| Tebajska Partia Islamska                          | | |
| Partia Ruchu Narodowego Afganistanu               | | |
| Rewolucyjna Organizacja Robotników Afganistanu    | | |
| Afgański Ruch Młodzieży Muzułmańskiej             | | |
| Partia Narodu Afgańskiego                         | | |
| Liberalno-Demokratyczna Partia Afganistanu        | | |
| Partia Robotnicza                                 | | |
| Ogólnoafgański Ruch na rzecz Demokracji i Rozwoju | | |
| Partia Jedności Narodów Afganistanu               | | |
| Narodowa Islamska Umiarkowana Partia              | | |
| Islamska Organizacja Młodego Afganistanu          | | |
| Narodowa Partia Niepodległości Afganistanu        | | |
| Islamistyczny Ruch Afganistanu                    | islamizm                                                                                                   | |
| Nowa Partia Afganistanu                           | | Partia powstała w roku 2004. W grudniu 2005 doszło do połączenia Nowej Partii Afganistanu ze Stowarzyszeniem Muzułmańskim. |
| Wieczny Płomień                                   | komunizm, marksizm-leninizm, maoizm, antyrewizjonizm                                                       | W 1969 roku partia została zdelegalizowana za krytyczne stanowisko wobec Mohammada Zahera Szaha. |
| Ludowo-Demokratyczna Partia Afganistanu           | afgański nacjonalizm, lewicowy nacjonalizm, progresywizm, sekularyzm; do 1987 socjalizm, marksizm-leninizm | Partia komunistyczna założona w 1965 r., zdobyła władzę w zamachu stanu w 1978 r. i do 1989 roku była dominującą partią w Afganistanie. Partia została w 1989 roku przemianowana na Partię Ojczyzny.                                                                          |
| Partia Ojczyzny (1989-1992)                       | afgański nacjonalizm, lewicowy nacjonalizm, progresywizm, sekularyzm                                       | Partia powstała w 1989 roku w wyniku przemianowania z Ludowo-Demokratycznej Partii Afganistanu, została rozwiązana dnia 16 kwietnia 1992 roku. |
| Narodowa Rewolucyjna Partia Afganistanu           | pasztuński nacjonalizm, pasztunizacja, autorytaryzm, republikanizm, progresywizm, sekularyzm               | Partia działała w latach 1974-1978. Została założona przez Mohammada Dauda Chana; po rewolucji kwietniowej partia została zdelegalizowana przez władze komunistyczne, a jej przewodniczący, wraz z rodziną, został zamordowany przez nowe władze.                             |
| Partia Islamska                                   | panislamizm, salafizm                                                                                      | Partia działała w latach 1975-1979. |
| Partia Pracy i Rozwoju                            | | Partia działała w latach 2002-2014. Została zarejestrowana dnia 23 lutego 2013, jednak 21 stycznia następnego roku została wycofana z listy partii politycznych, ponieważ ugrupowanie nie spełniało wymogu posiadania 10 tys. członków oraz biur w co najmniej 20 wilajetach. |
| Partia Jedności i Dobrobytu Afganistanu           | | Partia została założona w 2007 roku. W 2016 roku została przekształcona w Afgańską Partię Zmiany i Dobrobytu. |